# Даосские каменные стелы
Даосские скульптурные стелы (кит. 造道像碑, пиньинь zào dào xiàng bēi) — вертикальные каменные плиты с высеченными изображениями божеств и надписями, использующиеся в сельской местности Китая для даосских религиозных практик. В узком смысле даосские стелы — это стелы с изображением только даосских божеств. В широком — стелы с изображением как даосских, так и буддийских божеств. Надписи содержат в себе информацию о том, когда была сделана стела, имена и ранги приверженцев (в некоторых случаях не только даосизма), участвовавших в её изготовлении. Таких лиц называют донаторами стелы, и они обычно указываются на боковых стенках, отдельно от изображений божеств. Главные инициаторы возведения стелы именуются «сянчжу» (кит. 像主), т. е. главными донаторами. Иногда на стеле также изображаются и её донаторы, однако такие изображения значительно меньше изображений божеств и никогда не находятся рядом с ними.

## Типология даосских стел
Даосские стелы могут подразделяться на различные типы с разных точек зрения. С религиозной точки зрения даосские стелы подразделяются на чистые и синкретические. На чистых даосских стелах изображены только даосские божества, тогда как на синкретических стелах могут быть изображены и даосские, и буддийские божества. По характеру взаимоотношений между донаторами можно выделить домашние и групповые стелы. Домашние стелы создаются членами одной семьи, тогда как групповые могут создаваться членами одной общины или даже клана. По форме различают широкие и невысокие стелы, которые из-за своей компактности обычно использовались в домашних условиях; а также высокие, но узкие стелы, которые в основном стояли вне дома на свежем воздухе.

## Характерные черты даосских стел
Изначально изображения на даосских стелах мало чем отличались от канонов буддийского скульптурного изображения. Главные божества располагаются в неглубоких нишах, которые по своему устройству схожи с более крупными буддийскими пещерными нишами «цзао кань» (кит. 鑿龕). По бокам главного божества располагаются двое слуг. Изображения имели сходство с изображениями будд и бодхисаттв, часто сидели в позе лотоса, а одна из рук могла быть поднята в буддийском жесте. Свои собственные отличительные черты от буддийской иконографии формируются у даосов лишь под конец периода Южных и Северных династий:
1. Большинство даосских божеств-мужчин изображались с растительностью на лице — усами или бородой. Буддийские фигуры редко изображаются с волосами на лице.
2. Даосские божества обычно были одеты в ханьские традиционные костюмы и квадратные даосские шапочки с короной. Буддийские же божества обычно носили монашеские одеяния, а на голове часто присутствовала ушниша — символ достигнутого просветления.
3. Даосские божества часто изображались с религиозным инвентарём. В руках божеств и слуг часто можно увидеть нефритовые таблички «гуй» (кит. 圭) или деревянные таблички «ху» (кит. 笏), а также веер или метёлка «чэньфу» (кит. 塵拂). Буддийские божества редко держат что-либо в руках.

## История
Даосские стелы начинают появляться в Китае в V—VI вв. и являются адаптацией даосами буддийской практики скульптурного изображения божеств. В раннем традиционном даосизме даосские божества не имеют формы, олицетворяют космические процессы и находятся глубоко в космическом пространстве, не доступном для глаз простых обывателей. Однако стремительное распространение буддизма в III—V вв. оставило след на представлениях даосов о внешнем облике своих божеств.

### Период Южных и Северных династий (V—VI вв.)
Из-за введения множества запретов на изготовление стел в южной части Китая в период Южных и Северных династий, даосские стелы поначалу распространяются в основном на территории государства Северная Вэй. Самая ранняя дошедшая до нас даосская скульптурная стела — синкретическая стела «Вэй Вэньлан» (кит. 魏文朗造佛道像碑), которая датируется 424 годом. Изображение на лицевой стороне стелы представляет собой пару сидящих фигур, что нехарактерно для последующих даосских изображений (обычно изображались одно божество и два слуги). Левая фигура одета в ханьскую мантию и держит в руке метелку «чэньфу», тогда как правая фигура изображена в монашеской одежде и с вытянутой в буддийском жесте рукой. Одна из фигур выполнена по даосскому канону, тогда как другая определенно изображает буддийское божество. Мнения многих исследователей расходятся касательно того, стоит ли приписывать эту стелу к даосской иконографии. Одни, ссылаясь на то, что обе фигуры изображены в позе лотоса и держат левую руку в буддийском жесте, а также на то, что главным донатором является последователь буддизма считают, что левая фигура является китаизированным представлением буддийского божества. Другие, ссылаясь на многие схожие признаки в ранней даосской иконографией с буддийской традицией относят эту стелу к даосским.
Ещё одна из ранних даосских стел — стела «Яо Бодо» (кит. 姚伯多造像碑), датируемая 496 годом. Интересным на данной стеле является нехарактерное для даосских стел низкое качество изображения. Фигуры на стеле крайне непропорциональной формы, с большими головами, маленьким телом, тонкими руками и ногами. Ярко контрастирует с подобным изображением довольно высокий уровень каллиграфии, а также тот факт, что донаторы были довольно высокого положения в обществе. Из надписей на стеле становится ясным, что такое низкосортное изображение, которое можно отнести чуть ли не к первобытному искусству, никак не соотносится с пренебрежением к изображенному божеству. На стеле написано, что донаторы «пригласили для создания стелы искусных мастеров, которые чудесно вырезали на стеле чистый облик божества, который близок к истинному». Из этого следует, что такого рода изображение божества было сделано намеренно, однако больше нет никаких находок, которые бы содержали похожего качества изображения.

## Значение даосских скульптурных стел для развития даосизма
Даосские каменные стелы являются первыми образцами даосской иконографии. Изображения даосских божеств способствовали более комфортному усваиванию даосских вероучений простыми людьми из сельской местности, для которых изначально бесформенный характер даосских божеств мог быть затруднительным в понимании. Даосские изображения открывали для даосов более широкий простор для религиозных практик: изображениям можно было поклоняться, приносить подношения и т. д. Изображения божеств, которые, как гласит надпись на стеле «Пан Шуан» (кит. 龐雙造四面佛道像碑), должны были «превосходить по внешнему виду всех остальных и заставить мириады мудрецов почтительно преклониться», способствовали принятию даосизма многими людьми, которые останавливались, чтобы на них посмотреть. Даосские стелы не только заложили основу традиции изображения божеств, но и являются незаменимыми материальными источниками для исследователей даосско-буддийского синкретизма. Именно в период возникновения даосских скульптурных стел даосизм и буддизм были особенно близки, что повлияло на оба учения и прослеживается в буддийской и даосской традициях по сей день.